# Tracee Ellis Ross
Tracee Ellis Ross est une actrice, réalisatrice, productrice, animatrice et ancien mannequin américaine née le 29 octobre 1972 à Los Angeles, Californie. 
Fille de la chanteuse Diana Ross, elle est considérée comme une icône de la mode aux États-Unis.  
En tant qu'actrice, elle est révélée par la sitcom Girlfriends (2000-2008) et elle accède à la reconnaissance par la série télévisée Black-ish (2014-2022), qui lui permet de remporter plusieurs NAACP Image Awards et le Golden Globe de la meilleure actrice dans une série télévisée musicale ou comique.

## Biographie

### Jeunesse et formation
Fille de l'homme d'affaires Robert Ellis Silberstein (en), elle est la deuxième des cinq enfants de Diana Ross, révélée par le groupe The Supremes. Ses parents divorcent alors qu'elle n'a que cinq ans. Elle fait ses études dans les meilleures écoles à New York et en Suisse. Elle fréquente notamment l'Upper East Side à Manhattan, la Riverdale Country School (en) dans le Bronx et le pensionnat de l'institut Le Rosey en Suisse.  
Elle rencontre Wilhelmina Cooper et signe avec son agence, en 1988. Elle défile aussi pour Thierry Mugler, à ses 17 ans. Dès lors, elle se concentre sur sa carrière dans le milieu de la mode. Elle travaille, brièvement pour les magazines Mirabella (en) et New York Magazine.

### Mannequinat et révélation à la télévision

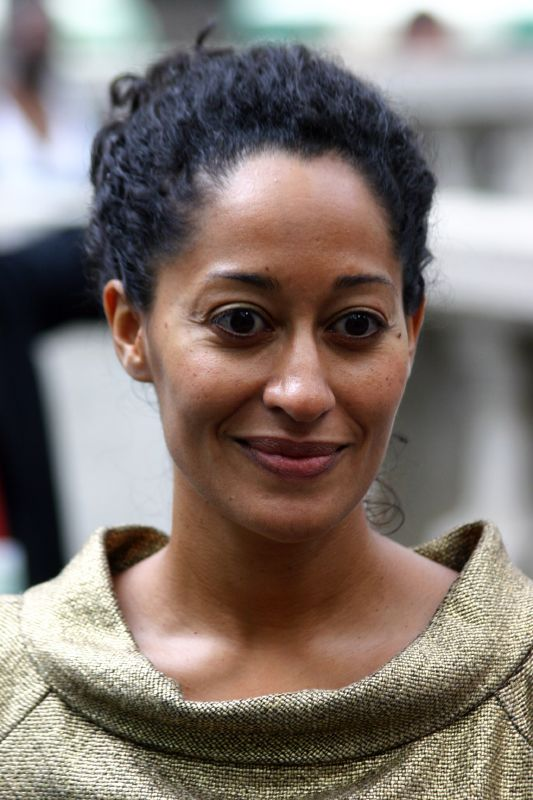
En 2007, lors du Mercedes-Benz Fashion Week Show de Michael Kors.

Après ses études à l'Université de Brown, elle suit aussi des cours de théâtre et joue dans quelques pièces. Elle ressort diplômée et anime une émission de télévision, The Dish. Elle décide ensuite d’emménager à Los Angeles. 
Au début des années 1990, sa carrière de mannequin est à son sommet, elle collabore avec Mary Ellen Mark, Peter Lindbergh et Herb Ritts aux côtés de mannequins populaires comme Linda Evangelista et Naomi Campbell. 
En 1992, c'est pour le film acclamé Malcolm X, qui attise son intérêt pour la comédie, qu'elle passe son premier casting. Elle n'obtient pas le rôle mais elle décide de persévérer. 
En 1996, elle fait ses débuts au cinéma avec le film indépendant Far Harbor dans lequel elle incarne une juive noire nommée Kiki aux côtés de George Newbern et Marcia Gay Harden.  
En 1998, elle seconde Anna Thomson dans le drame Sue perdue dans Manhattan d'Amos Kollek. Le film est récompensé par le prix du jury lors de la Berlinale. Deux ans plus tard, elle est un rôle secondaire de la comédie dramatique de et avec Diane Keaton, Raccroche ! qui raconte l'histoire de trois sœurs qui doivent faire face à la maladie de leur père mourant alors qu'elles n'ont jamais eu de relations particulières avec ce-dernier. Mais ce projet ne séduit pas. 
Entre 2000 et 2008, elle est la star de Girlfriends, une sitcom diffusée sur UPN puis The CW, qui met en avant la vie de femmes noires américaines et leurs relations amicales. Considérée comme la version afro-américaine de Sex and the City, la série est saluée par la critique et se retrouve nommée lors de prestigieuses cérémonies de remises de prix comme les Primetime Emmy Awards et les ALMA Awards. Grâce à son interprétation, Tracee Ellis Ross remporte ses premiers prix d'interprétations.  
En 2006, elle joue dans le clip Touch the Sky de Kanye West et Lupe Fiasco. La même année, elle joue un second rôle dans la comédie Voyeurs.com portée par Beau Bridges et Rosanna Arquette. Un an plus tard, elle joue dans le drame romantique Daddy's Little Girls avec Gabrielle Union, Idris Elba et la jeune China Anne McClain.   
En 2009, elle joue dans la comédie En cloque mais pas trop avec Lindsay Lohan en tête d'affiche.   
En 2011, elle joue l'ex-femme de Laurence Fishburne dans la saison 11 des Experts. La même année, elle incarne Carla Reed, le personnage principal de la sitcom américaine Reed Between the Lines, ce qui lui vaut un nouveau NAACP Image Awards. La série est renouvelée pour une deuxième saison mais Tracee Ellis Ross quitte le programme. De nouveaux acteurs sont engagés afin de pallier ce départ, mais la série est rapidement annulée au bout de cette seconde saison.    
Dans le même temps, elle joue dans le téléfilm événement Un combat, cinq destins qui est composé de cinq courts-métrages réalisés par Alicia Keys, Jennifer Aniston, Patty Jenkins, Demi Moore et Penelope Spheeris.

### Reconnaissance critique

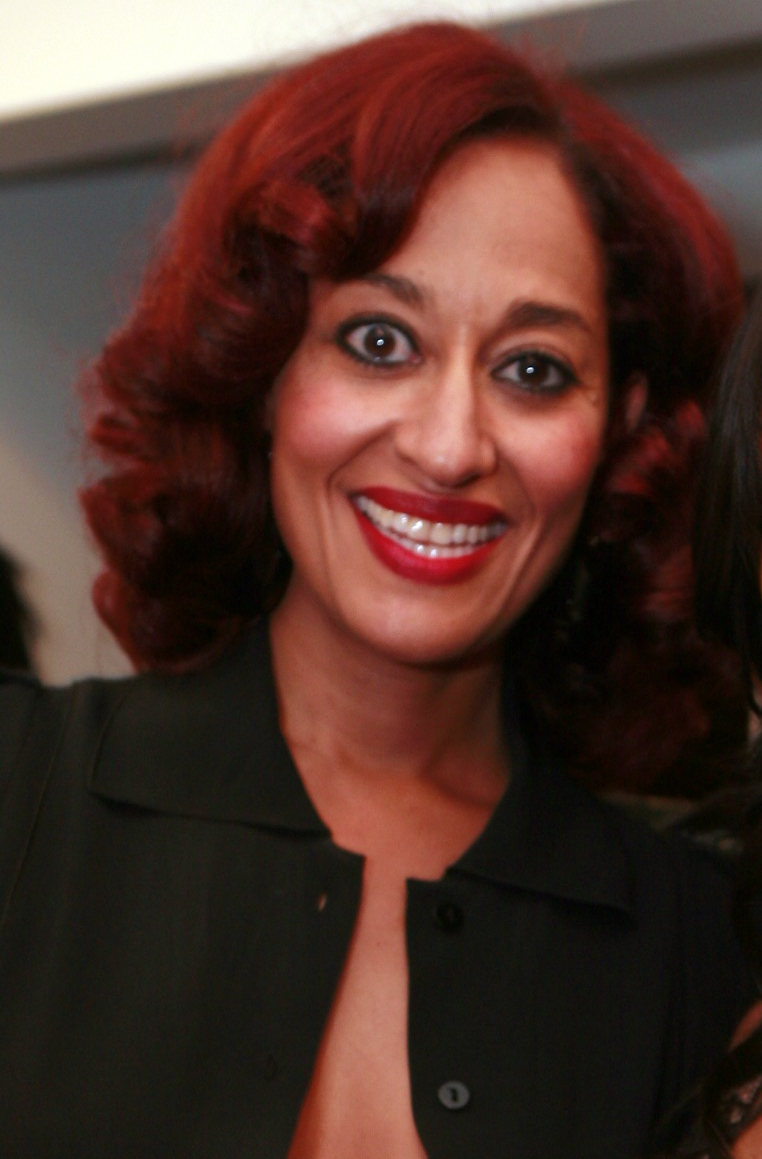
Lors de la semaine de la mode à New York, en 2012.

Elle accède à la renommée à 42 ans, lorsqu'elle intègre la distribution principale de la série télévisée comique Black-ish. Cette série, acclamée par les critiques, met en scène la vie d'une famille noire américaine moyenne. Le programme suit le parcours d'Andre Johnson, un Afro-Américain marié et père de quatre enfants, qui surfe sur le succès et obtient une promotion dans une agence de publicité de Los Angeles. La vie lui sourit mais il se plaint du peu d’intérêt manifesté par ses enfants pour la culture afro-américaine. La série, plusieurs acteurs et l'équipe technique ont été nommés ou récompensés.
En 2017, lors de la 74e cérémonie des Golden Globes, c'est ainsi qu'elle remporte le prix de la meilleure actrice dans une série télévisée comique, devenant la seconde actrice afro-américaine à remporter cette récompense, 35 ans après Debbie Allen,. La même année, elle dévoile sa collaboration avec la chaîne de magasins J. C. Penney, une ligne de vêtements pour tous les corps. Et, le 19 novembre, elle présente la cérémonie des American Music Awards. 
En 2018, elle apparaît dans le clip Nice for What du rappeur Drake. La même année, lors de la cérémonie des ACE Awards, elle remporte le prix de l'ambassadrice du style remis par son amie de longue date, la directrice exécutive de la mode chez Vanity Fair, Samira Nasr. Et elle apparaît dans un épisode de la première série dérivée de Black-ish, Grown-ish. 
En 2019, elle coproduit la seconde série dérivée de Black-ish, Mixed-ish. Ce programme raconte les premières années de son personnage dans la série mère, Rainbow Johnson. Elle est aussi la voix de l'assistante virtuelle dans la comédie fantastique Little et elle apparaît dans le clip Earfquake de Tyler, The Creator. En décembre 2019, elle présente la cérémonie des British Fashion Awards qui récompense les personnalités les plus influentes de la mode,.
En raison de la pandémie de Covid-19, son premier grand rôle au cinéma dans La Voix du succès se voit privé de sortie en salles aux Etats-Unis et sort directement en VOD outre-atlantique. Elle y incarne une légende de la musique à l'image de sa mère. 

### Engagements
Porte-parole active en faveur de la liberté, de l'équité, elle fonde, avec d'autres stars, le mouvement Time's Up pour l'égalité homme-femme. Elle est aussi la fondatrice de la marque de beauté Pattern Beauty, dont une partie des bénéfices est reversée à des organisations à but non lucratif,,. 

## Filmographie

### Cinéma
- 1996 : Far Harbor de John Huddles : Kiki
- 1997 : Sue perdue dans Manhattan d'Amos Kollek : Linda
- 1999 : A Fare to Remember de James Yukich : Jane
- 2000 : Raccroche ! de Diane Keaton : Kim
- 2000 : In the Weeds de Michael Rauch : Caroline
- 2006 : Voyeurs.com de Eric Steven Stahl : Nancy Tanaka
- 2007 : Daddy's Little Girls de Tyler Perry : Cynthia
- 2009 : En cloque mais pas trop de Lara Shapiro : Kristin
- 2019 : Little de Tina Gordon : HomeGirl (voix originale)
- 2020 : La Voix du succès (The High Note) de Nisha Ganatra : Grace Davis
- 2023 : Cold Copy (en) de Roxine Helberg  : Diane Heger
- 2023 : American Fiction de Cord Jefferson  : Lisa Ellison
- 2023 : Noël à Candy Cane Lane (Candy Cane Lane) de Reginald Hudlin : Carol Carver

### Télévision

#### Séries télévisées
- 2000 - 2008 : Girlfriends : Joan Clayton (172 épisodes)
- 2004 : Second Time Around : Naomi (1 épisode)
- 2010 : Private Practice : Dr. Ellen Sicher (saison 3, épisode 21)
- 2011 : Les Experts : Gloria Parkes (saison 11, épisodes 14, 20, 21 et 22)
- 2011 : Reed Between the Lines : Carla Reed (25 épisodes)
- 2014–2022 : Black-ish : Rainbow Johnson
- 2016 : Broad City : Winona (saison 3, épisode 10)
- 2018 : Grown-ish : Rainbow Johnson (2 episodes)
- 2018 : Portlandia : Photographe (saison 8, épisode 6)
- 2019–2021 : Mixed-ish : Rainbow Johnson
- 2021 : The Premise :  Rayna Bradshaw (épisode 1)
- 2022 : The Kids in the Hall : Lainie (épisode 7)

#### Téléfilms
- 1998 : Broken Silence: A Moment of Truth Movie de Joseph L. Scanlan : Kaycee King
- 2007 : La marche de l'espoir de Nelson George : Tanya
- 2011 : Un combat, cinq destins de Jennifer Aniston, Patty Jenkins, Alicia Keys, Demi Moore et Penelope Spheeris : Alyssa
- 2012 : Bad Girls de John Dahl : Rachel

### Clips vidéo
- 2004 : The New Workout Plan de Kanye West
- 2006 : Touch the Sky de Kanye West et Lupe Fiasco
- 2018 : Nice for What de Drake
- 2019 : Earfquake de Tyler, The Creator

### En tant que productrice
- 2011 : Reed Between the Lines : Carla Reed (série télévisée - productrice de 24 épisodes)
- 2018 : American Music Awards (émission de télévision)
- depuis 2018 : Black-ish (série télévisée)
- depuis 2019 : Mixed-ish (série télévisée - également créatrice)

### En tant que réalisatrice
- 2008 : Girlfriends (série télévisée - saison 8, épisode 12)
- 2018-2019 : Black-ish (série télévisée - saison 4, épisode 20 et saison 5, épisode 14)

## Distinctions

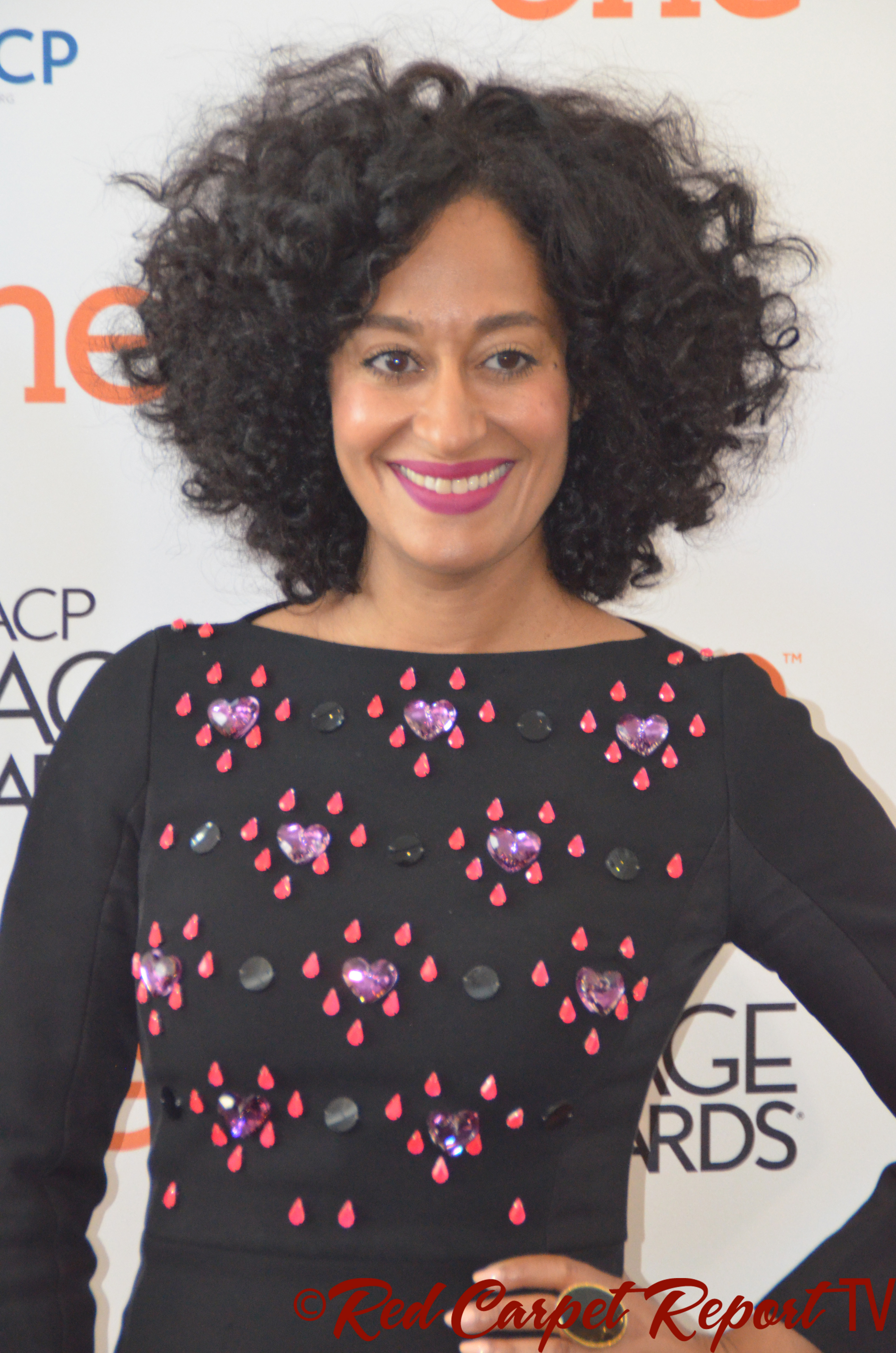
Lors de la 46e cérémonie des NAACP Image Awards, en 2014.

Sauf indication contraire ou complémentaire, les informations mentionnées dans cette section proviennent de la base de données IMDb.

### Récompenses
- BET Comedy Awards 2005 : meilleure actrice dans une série télévisée comique pour Girlfriends
- NAACP Image Awards 2007 : meilleure actrice dans une série télévisée comique pour Girlfriends
- NAACP Image Awards 2009 : meilleure actrice dans une série télévisée comique pour Girlfriends
- NAACP Image Awards 2012 : meilleure actrice dans une série télévisée comique pour Red Between the Lines
- NAACP Image Awards 2015 : meilleure actrice dans une série télévisée comique pour Black-ish
- NAACP Image Awards 2016 : meilleure actrice dans une série télévisée comique pour Black-ish
- Essence Black Women in Hollywood 2016 : Prix d'honneur
- Golden Globes 2017 : meilleure actrice dans une série télévisée musicale ou comique pour Black-ish
- NAACP Image Awards 2017 : meilleure actrice dans une série télévisée comique pour Black-ish
- NAACP Image Awards 2018 : meilleure actrice dans une série télévisée comique pour Black-ish
- 50e cérémonie des NAACP Image Awards 2019 : meilleure actrice dans une série télévisée comique pour Black-ish
- 51e cérémonie des NAACP Image Awards 2020 : meilleure actrice dans une série télévisée comique pour Black-ish

### Nominations
- NAACP Image Awards 2002 : meilleure actrice dans une série télévisée comique pour Girlfriends
- NAACP Image Awards 2003 : meilleure actrice dans une série télévisée comique pour Girlfriends
- Prism Awards 2003 : meilleure performance dans une série télévisée comique pour Girlfriends
- BET Comedy Awards 2004 : meilleure actrice dans une série télévisée comique pour Girlfriends
- NAACP Image Awards 2004 : meilleure actrice dans une série télévisée comique pour Girlfriends
- NAACP Image Awards 2005 : meilleure actrice dans une série télévisée comique pour Girlfriends
- NAACP Image Awards 2006 : meilleure actrice dans une série télévisée comique pour Girlfriends
- NAACP Image Awards 2008 : meilleure actrice dans une série télévisée comique pour Girlfriends
- NAACP Image Awards 2009 : meilleure réalisation dans une série télévisée comique pour Girlfriends
- Black Reel Awards 2012 : meilleure actrice dans une mini-série ou un téléfilm pour Un combat, 5 destins
- NAACP Image Awards 2012 : meilleure actrice dans une mini-série ou un téléfilm pour Un combat, 5 destins
- NAMIC Vision Awards 2012 : meilleure performance comique pour Reed Between the Lines
- BET Awards 2015 : meilleure actrice dans une série télévisée comique pour Black-ish
- BET Awards 2016 : meilleure actrice dans une série télévisée comique pour Black-ish
- 6e cérémonie des Critics' Choice Television Awards 2016 : meilleure actrice dans une série télévisée comique pour Black-ish
- Online Film & Television Association 2016 : meilleure actrice dans une série télévisée comique pour Black-ish
- 68e cérémonie des Primetime Emmy Awards 2016 : meilleure actrice dans une série télévisée comique pour Black-ish
- Black Reel Awards for Television 2017 : meilleure actrice dans une série télévisée comique pour Black-ish
- Gold Derby Awards 2017 : meilleure actrice dans une série télévisée comique pour Black-ish
- NAACP Image Awards 2017 : meilleure présentation dans un programme de variétés pour les BET Awards 2016, nomination partagée avec Anthony Anderson
- Online Film & Television Association 2017 : meilleure actrice dans une série télévisée comique pour Black-ish
- 69e cérémonie des Primetime Emmy Awards 2017 : meilleure actrice dans une série télévisée comique pour Black-ish
- 21e cérémonie des Satellite Awards 2017 : meilleure actrice dans une série télévisée musicale ou comique pour Black-ish
- 23e cérémonie des Screen Actors Guild Awards 2017 : meilleure distribution pour une série télévisée comique dans Black-ish[21]
- Black Reel Awards for Television 2018 : meilleure actrice dans une série télévisée comique pour Black-ish
- Gold Derby Awards 2018 : meilleure actrice dans une série télévisée comique pour Black-ish
- Online Film & Television Association 2018 : meilleure actrice dans une série télévisée comique pour Black-ish
- 70e cérémonie des Primetime Emmy Awards 2018 : meilleure actrice dans une série télévisée comique pour Black-ish
- Black Reel Awards for Television 2019 : 
  - meilleure actrice dans une série télévisée comique pour Black-ish
  - meilleure réalisation dans une série télévisée comique pour Black-ish
- 45e cérémonie des People's Choice Awards 2019 : actrice préférée dans une série télévisée comique pour Black-ish
- 23e cérémonie des Satellite Awards 2019 : meilleure actrice dans une série télévisée musicale ou comique pour Black-ish
- 25e cérémonie des Screen Actors Guild Awards 2019 : meilleure distribution pour une série télévisée comique dans Black-ish[21]
- 72e cérémonie des Primetime Emmy Awards 2020 : meilleure actrice dans une série télévisée comique pour Black-ish
- People's Choice Awards 2020 : meilleure actrice dans un film dramatique pour La voix du succès
- 73e cérémonie des Primetime Emmy Awards 2021 : meilleure actrice dans une série télévisée comique pour Black-ish
- 79e cérémonie des Golden Globes 2022 : meilleure actrice dans une série télévisée musicale ou comique pour Black-ish